# کیت ادوارد ابوت
کیت ادوارد ابوت (انگلیسی: Keith Edward Abbott؛ ۱۸۷۳ – ۱۸۱۴) دیپلمات و سرکنسول بریتانیا در تبریز و سپس در اودسا بود.

## خانواده
کیت در لندن متولد شد، او پنجمین پسر هنری الکسیوس ابوت، تاجر بازنشسته کلکته از بلک هیث، کنت بود، همسرش مارگارت ولش، دختر ویلیام ولش از ادینبورگ بود. او در مجموع هفت خواهر و برادر داشت که نام‌های آن‌ها به قرار زیر است:
- مارگارت (۱۸۰۱–۱۸۷۷)
- سرلشکر آگوستوس ابوت، (۱۸۰۴–۱۸۶۷)
- سرلشکر سر فردریک ابوت، (۱۸۰۵–۱۸۹۲)
- ژنرال سر جیمز ابوت، (۱۸۰۷–۱۸۹۶)
- اما ابوت (۱۸۰۹–۱۸۷۵)
- ژنرال ساندرز الکسیوس ابوت (۱۸۱۱–۱۸۹۴)
- ادموند ابوت (۱۸۱۶–۱۸۱۶)

## حرفه
بین سالهای ۱۸۳۵ و ۱۸۳۷، کی ابوت به عنوان دستیار کنسولگری بریتانیا در شهر ارزروم در شمال شرقی عثمانی، اقامت داشت. او ابتدا در سال ۱۸۴۱ به کنسولگری بریتانیا در تهران منصوب شد و از آنجا در سال ۱۸۴۲ به تبریز منتقل شد. او در نهایت در آوریل ۱۸۵۴ به کنسولگری تبریز منصوب شد و تا قطع روابط بین انگلیس و ایران در ۱۸۵۶ در آنجا ماند، با تجدید روابط با ایران در ژوئیه ۱۸۵۷ به عنوان سرکنسول به همان مکان بازگشت. در ژوئیه ۱۸۶۸ کنسول بندرها روسیه در دریای سیاه و دریای آزوف شد و در اودسا اقامت داشت و تا زمان مرگش در ۲۸ آوریل ۱۸۷۳ در آنجا ماند. او در طول خدمت خود در ایران مجموعه ای از گزارش‌های ارزشمند در مورد اقتصاد، بازرگانی و جامعه ایران تهیه کرد (به فهرست انتشارات زیر مراجعه کنید).

## انتشارات
- Stearn, Roger T. "Abbott, Augustus". Oxford Dictionary of National Biography (online ed.). Oxford University Press. doi:10.1093/ref:odnb/19. (Subscription or UK public library membership required.)
- "یادداشت‌های یک تور در ارمنستان در سال ۱۸۳۷"، در: مجله انجمن سلطنتی جغرافیایی لندن ۱2 (1842) صفحات 207-220 (حاشیه نویسی‌های جغرافیایی این مقاله توسط Jelle Verheij منتشر شده‌است)
- شهرها و تجارت: کنسول ابوت در اقتصاد و جامعه ایران، ۱۸۴۷–۱۸۶۶. ویرایش با مقدمه ای از عباس امانت (لندن: انتشارات Ithaca برای هیئت مدیره دانشکده شرق‌شناسی، دانشگاه آکسفورد، ۱۹۸۳).شابک ‎۰۸۶۳۷۲۰۰۶۴شابک 0863720064.